# Baie de Sanary
La baie de Sanary ou parfois baie de Sanary-sur-Mer est une baie de la mer Méditerranée qui se situe dans le Var en France. Elle se trouve au sud de la commune de Sanary-sur-Mer qui lui donne son nom.